# Gonçalo de Lagos Fernandes Bastos
Gonçalo de Lagos Fernandes Bastos (16 de novembro de 1842 — 17 de julho de 1896) foi bacharel em Direito, jornalista e político brasileiro. Era maçom filiado a loja Fraternidade Cearense.

## Biografia
Nasceu em Fortaleza, Ceará, filho do desembargador André Bastos de Oliveira e de Joana Fernandes Vieira, esta filha do Visconde de Icó. Teve dois irmãos: Francisco Paurilo Fernandes Bastos, igualmente bacharel de Direito e jornalista, e Ana Angélica Fernandes Vieira, que foi casada com o senador Miguel Fernandes Vieira e, depois, com o Barão de Aquiraz.
Formou-se em Direito pela Faculdade de São Paulo, em 1865. No antigo regime, foi redator, durante muitos anos, do jornal "Pedro II", instrumento do Partido Conservador. Também, por vezes, elegeu-se deputado provincial. Foi o representante da Imprensa Cearense na sessão solene comemorativa da libertação dos escravos de Fortaleza, que se realizou no Paço da Camara Municipal sob a presidência do comendador Antônio Teodorico da Costa, que então era o vice-presidente da Província em exercício.
Em novembro de 1866, casou-se com Ana Batista Fernandes Vieira (1849-1888), sua prima-irmã, filha de sua tia materna Ana Fernandes Vieira e de Gonçalo Batista Vieira (depois Barão de Aquiraz). O casal teve nove filhos, os quais a maioria ainda era de menor idade quando a mãe faleceu, em 7 de julho de 1888.
Proclamada a República, fez parte da Constituinte como um dos representantes do Estado. Dada a cisão do Centro Republicano do Ceará, em 1891, publicou com Martinho Rodrigues e Justiniano de Serpa o jornal "O Norte".